# Präfekturuniversität Nara

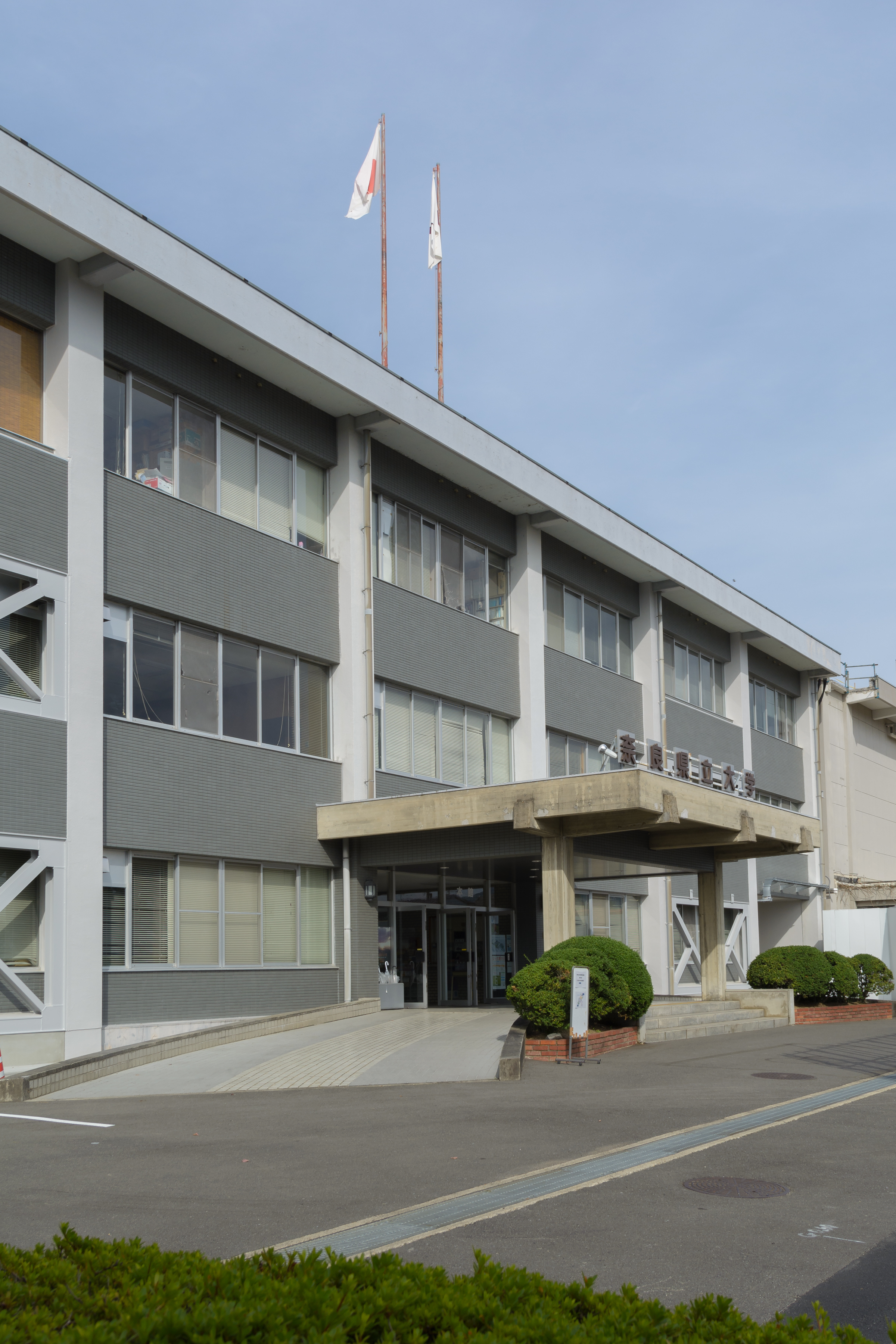
Hauptgebäude (2014)

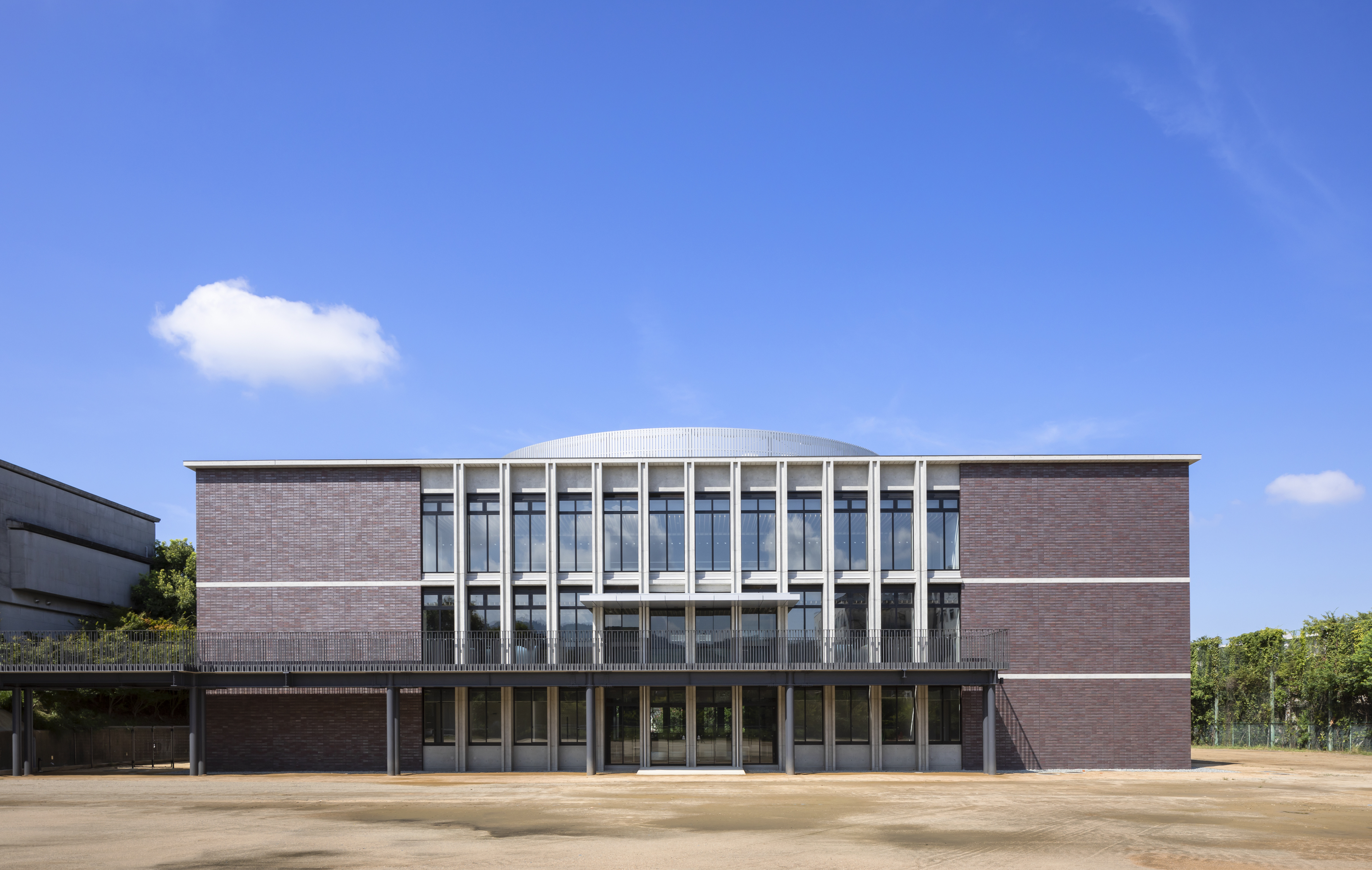
„Commons“-Gebäude (2020)

Die Präfekturuniversität Nara (japanisch 奈良県立大学 Nara-kenritsu daigaku; engl. Nara Prefectural University, kurz: NPU) ist eine öffentliche (präfekturale) Universität in Nara in der Präfektur Nara (Japan).

## Geschichte
Die Universität wurde 1953 als Präfekturale Kurzuniversität Nara (奈良県立短期大学, Nara-kenritsu tanki daigaku) gegründet. 1990 entwickelte sie sich zur 4-jährigen Präfekturalen Handelsuniversität Nara (奈良県立商科大学 Nara-kenritsu shōka daigaku). 2001 erhielt sie den heutigen Namen. Ab 1953 bis 2007 war sie eine Abendschule. Sie hat bisher keine Graduiertenschule.
2020 plante der damalige Gouverneur der Präfektur Nara, der Präfekturuniversität eine technische Fakultät hinzuzufügen. Der neue Campus der technischen Fakultät (oder der neuen unabhängigen technischen Universität) sollte in Miyake (34° 34′ 9″ N, 135° 47′ 3,6″ O) gebaut werden. Der 2023 ausgewählte Gouverneur, Makoto Yamashita, sagte den Plan ab.

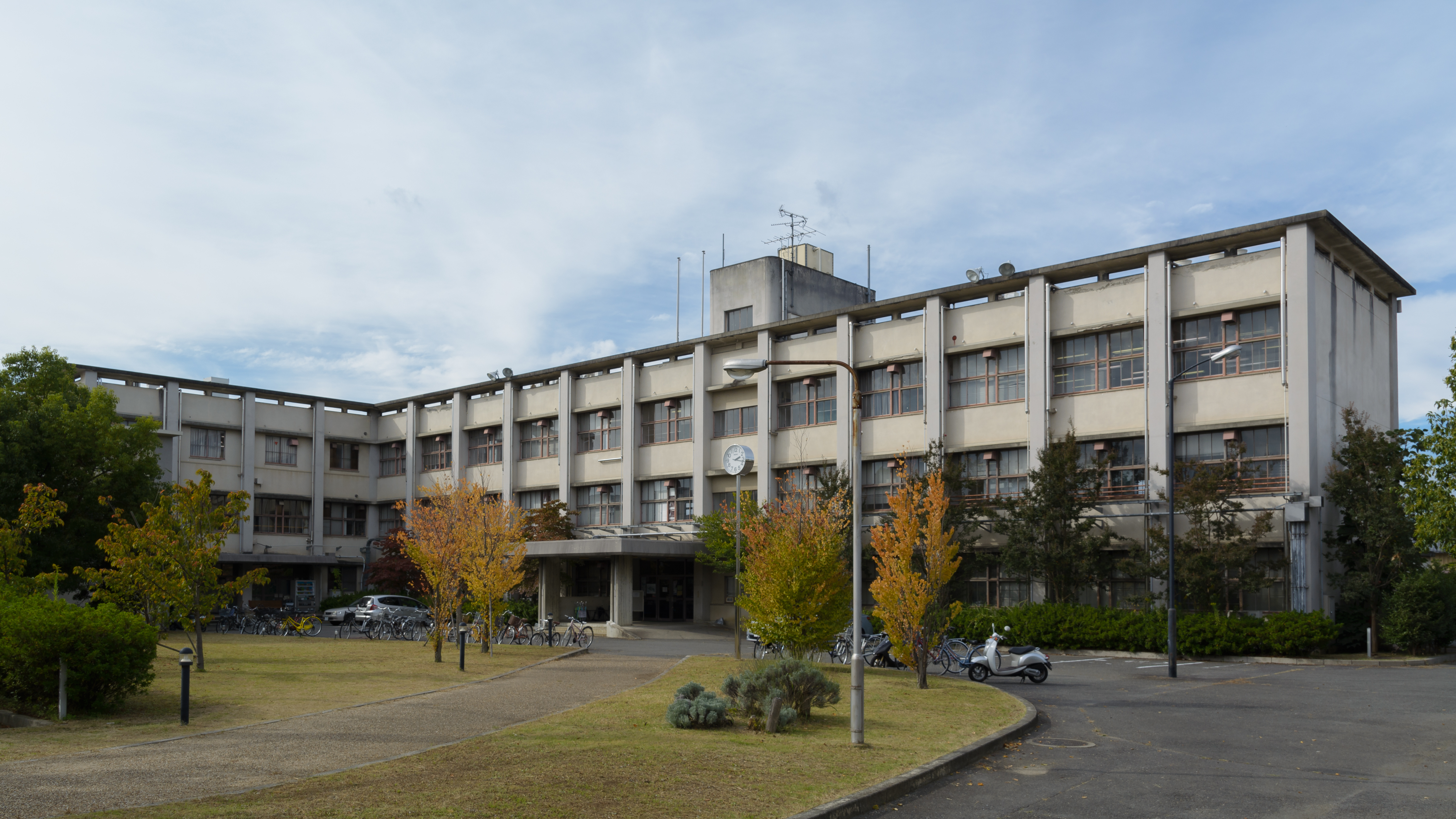
Ehemaliges Gebäude #4 (2014)

Am 22. Juli 2024 erklärte die Universität, dass sie versehentlich etwa 10.000 botanische Exemplare entsorgt hatte. Die Sammlung wurde im Juni 2001 der Präfekturverwaltung Nara geschenkt, und bis dem Oktober 2023 im Gebäude #4 der Präfekturuniversität aufbewahrt. Vor dem Abriss vom Gebäude wurde die Sammlung für unnötig gehalten und entsorgt.

## Fakultäten
- Fakultät für Regionale Förderung (jap. 地域創造学部, wörtlich „Fakultät für Regionale Schaffung“; engl. Faculty of Regional Promotion)[10]
  - Fachbereich: Tourismus-Schaffung
  - Fachbereich: Stadtkulturen
  - Fachbereich: Gemeindegestaltung
  - Fachbereich: Regionale Ökonomie